# José Eugenio Hernández
José Eugenio Hernández Sarmiento (Bogotà, 18 maggio 1956) è un allenatore di calcio ed ex calciatore colombiano, di ruolo centrocampista. Attualmente guida il Téc. Universitario.

## Carriera

### Giocatore

#### Club
Soprannominato "Cheché", ha giocato per il Millonarios, con cui nel 1978 ha vinto un titolo nazionale colombiano, e per il Deportivo Cali.

#### Nazionale
Nel 1980 ha preso parte al torneo calcistico di Mosca 1980, continuando poi a giocare almeno fino al 1987.

### Allenatore
Fu dapprima l'assistente di Fernando Castro al Deportivo Cali, per poi passare ad allenare la squadra in prima persona debuttando il 23 settembre 1998 in una partita di campionato contro l'Independiente Medellín; al termine di quella stessa stagione vinse il titolo, nonostante lo scetticismo iniziale dei tifosi. L'anno seguente guidò la squadra fino alla finale di Copa Libertadores, eliminando squadre importanti come Colo-Colo, Bella Vista e Cerro Porteño, cedendo solo ai rigori al Palmeiras, con l'errore decisivo di Martín Zapata. Passò dunque all'Atlético Nacional di Medellín nel 2001 e al Millonarios di Bogotà nel 2002, dimettendosi dall'incarico il 1º ottobre di quell'anno. Nel 2004 assunse la guida della Nazionale di calcio del Panama, suo primo incarico come commissario tecnico, portando la squadra centroamericana alla finale della Gold Cup 2005: agli Stati Uniti furono necessari i tiri di rigore per avere la meglio sulla formazione di Hernández. Ha allenato poi, dal maggio 2006 al gennaio 2007, la Liga Deportiva Alajuelense in Costa Rica, permanendo dunque nell'America centrale, fino all'esonero, dovuto al cattivo andamento della squadra. Tornò dunque a ricoprire il ruolo di assistente, sedendosi a fianco di Jorge Luis Pinto sulla panchina della Nazionale, lasciando poi l'incarico per tornare, dopo dieci anni, ad allenare il Deportivo Cali.

## Palmarès

### Giocatore

#### Competizioni nazionali
- Campionato colombiano: 1

Millonarios: 1978

### Allenatore
- Campionato colombiano: 1

1998